# Герб Народной Республики Албания
Ге́рб Наро́дной Респу́блики Алба́ния (алб. Stema e Republika Popullore e Shqipërisë) — один из официальных символов Народной Республики Албания, существовавший с 24 августа 1946 года по 17 февраля 1991 года, когда в стране правило коммунистическое правительство во главе с Энвером Ходжей.
Герб коммунистической Албании имеет ряд существенных отличий от остальных гербов албанской истории. Первоначально этот герб был принят в 1946 году после окончания Второй мировой войны и появления коммунистической власти, его разработкой занимался албанский художник Садик Кацели. В 1976 году герб претерпел изменения в дизайне и использовался до 1992 года, когда ассамблея Албании, сформированная после досрочных парламентских выборов на своём заседании проголосовала за отмену коммунистической эмблемы как официального символа государства, в том числе убрав красную звезду с флага и герба. Существовало его несколько вариантов, используемых в разных сферах деятельности.

## История

### Отмена
7 апреля 1992 года ассамблея, сформированная после досрочных выборов, на своем дневном заседании проголосовала за отмену коммунистической эмблемы как официального символа государства, включая удаление звезды с флага страны, и создала парламентскую комиссию, которой было поручено изучить предложение о новой эмблеме государства. Страна вернулась к историческому использованию на гербе шлема Скандербега, первая версия герба которого использовалась до 1998 года.